# Рижский залив
Ри́жский зали́в (латыш. Rīgas jūras līcis — Рижский морской залив, эст. Liivi laht — Ливский залив) — залив на востоке Балтийского моря между Латвией и Эстонией. Отгорожен от остального моря островами Моонзундского архипелага, который принадлежит Эстонии.
Залив вдаётся в сушу на 174 км, его общая площадь составляет 18,1 тыс. км². В ширину залив простирается на 137 км, максимальная глубина — 54 м.
Важнейшие города у побережья Рижского залива — Рига и Пярну, вдоль южного берега тянется Рижское взморье (ныне город-курорт Юрмала), а на острове Сааремаа стоит древний Курессааре (Аренсбург).
Западный берег залива именуется Ливским и является охраняемой культурной зоной.

## Физико-географическая характеристика
Побережье большей частью низменное и песчаное.
Температура воды летом поднимается до 18 °C, зимой опускается до 0—1 °C, из-за чего поверхность залива с декабря по апрель покрыта льдом. Солёность 3,5—6 ‰.
Течения вращательные, средняя скорость 8 см/сек.
В залив впадают реки: Западная Двина (Даугава), Лиелупе, Гауя, Салаца, Пярну, Аге, Шкеде, Светупе, Роя и другие, более мелкие.

## Бассейн и острова
Острова отделёны от материка Ирбенским проливом, располагающимся между мысом Колкасрагс (северная конечность Курземского полуострова) и южной конечностью острова Сааремаа, а также проливом Вяйнамери, который состоит из двух проливов: Суурвяйн (у острова Муху) и Харикурк (между островами Хийумаа и Вормси). В самом Рижском заливе находятся эстонские острова Кихну, Рухну, Абрука и Манилайд. На северо-востоке выделяется Пярнуский залив.

## История
- Со времён появления военно-морских флотов на Балтийском море Рижский залив многократно становился ареной военных действий с участием России, Польши, Германии, Швеции, Дании и других государств.
- В ходе Первой мировой войны в заливе были проведены оборона Рижского залива (1915), десант у мыса Домеснес (1915) и операция «Альбион» (Моонзундское сражение) (1917).
- Во время Второй мировой войны в заливе были проведены Моонзундская оборонительная операция (1941) и Моонзундская десантная операция (1944).